# Waldsteinburg

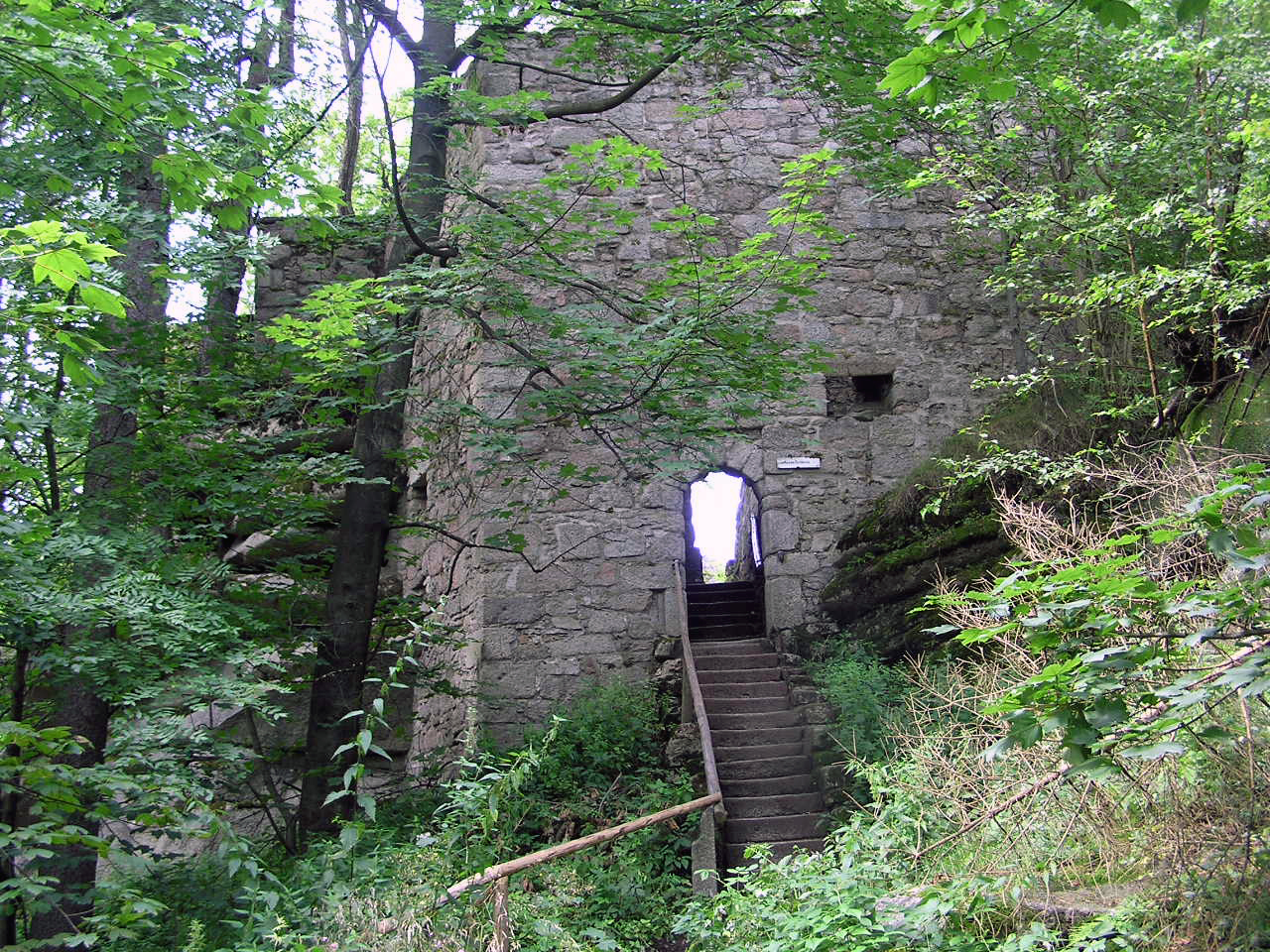
Ruínas do Waldsteinburg.

O Waldsteinburg, também chamado de Rotes Schloss, é um castelo alemão que se ergue na Großer Waldstein, uma montanha que faz parte da Fichtelgebirge. Também é conhecido como Westburg (castelo ocidental) como distinção do mais antigo Ostburg.

## História
O acima citado Westburg, cujo primeiro registo aparece datado de 1350, foi construído para substituir o antigo Ostburg, o qual já não satisfazia as necessidades duma fortificação defensiva. Os seus construtores e proprietários foram os cavaleiros de Sparneck.

### Casa de Sparneck
Durante séculos, os senhores de Sparneck governaram sobre o território, o qual corresponde, grosso modo, ao antigo distrito de Münchberg. O Waldsteinburg era parte integrante da propriedade desta, em tempos, poderosa família. O seu mais famoso representante no Waldsteinburg foi Rüdiger von Sparneck (cerca de 1300-1364/68), que em 1336 foi eleito Conde Palatino de Eger. Quando o Rei da Boémia foi coroado como Imperador Carlos IV, o centro do poder do Sacro Império Romano-Germânico moveu-se para uma curta distância dos Sparnecks e o Waldsteinburg desempenhou um importante papel na estrutura de poder do Egerland ocidental e das regiões circundantes. Esta época é considerada o apogeu dos senhores de Sparneck e Rüdiger, que se tinha tornado mais poderoso, conseguiu para Münchberg, no dia 13 de Julho de 1364, os direitos de cidade de Nuremberga. O seu filho, Hans I de Sparneck, foi nomeado para o capítulo de Bamberg no dia 28 de Abril de 1352. Entre outras coisas, enfeudou o Waldsteinburg a Konrad de Neuberg. No entanto, conseguiu, juntamente com os seus irmãos Erhard (1364–1417), Frederick I (1364–1415) e Pabo II (1364–1373), assumir o feudo de Waldstein do imperador.

### Destruição pela Liga Suaba em 1523

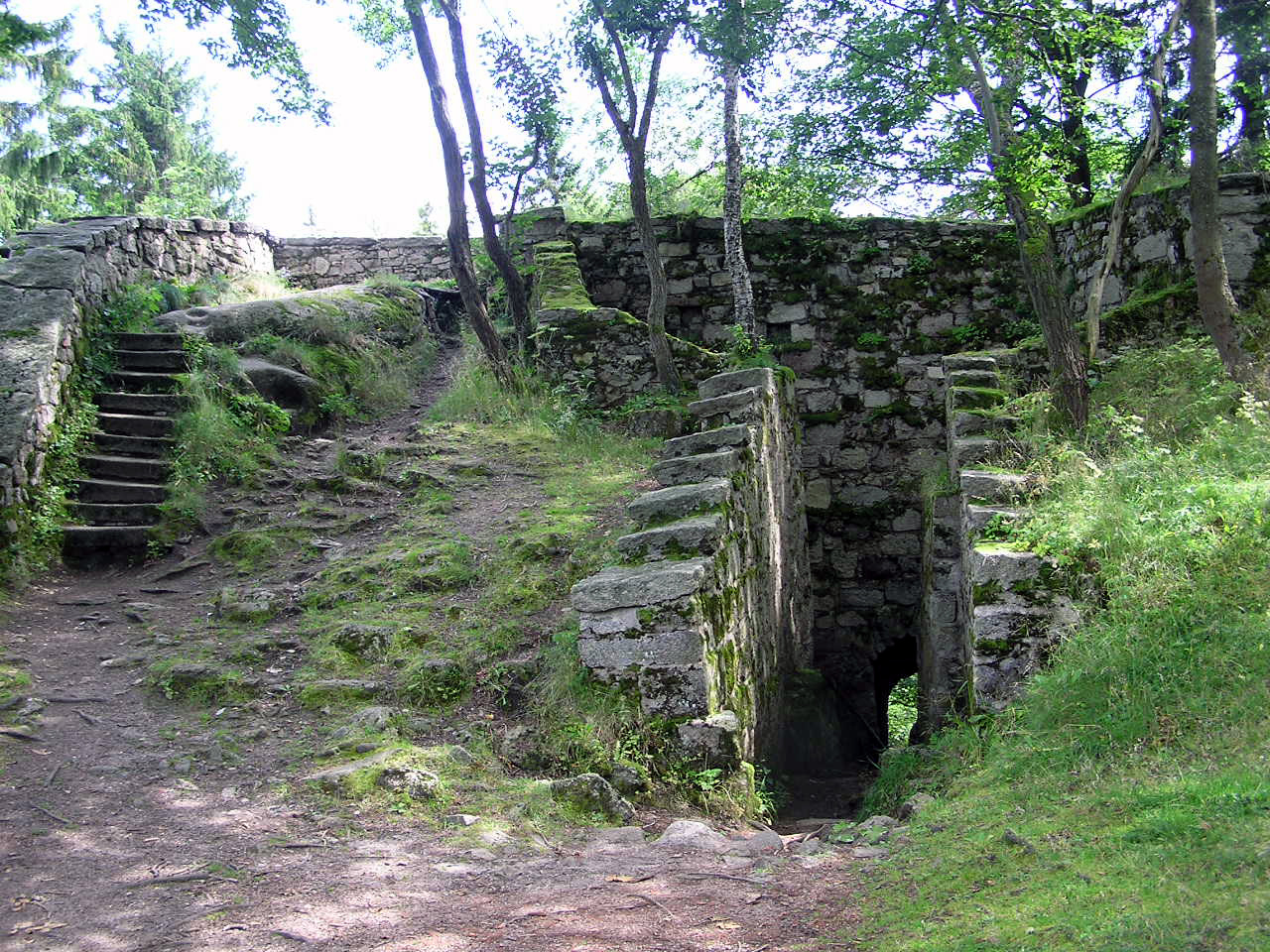
Pátio interior do castelo principal.

Em meados do século XV, muitos homens, em tempo poderosos, agiram de uma forma que mais tarde foi referida como Raubritter (barões salteadores), com o intuito de manter as suas propriedades e, se possível, expandi-las. Hans Thomas von Absberg foi particularmente notado por isso e, por volta de 1500, tinha aterrorizado toda a Franconia. Raptou comerciantes em várias ocasiões e exigiu enormes resgates pela sua libertação. No dia 24 de Junho de 1520, atacou um grupo de viajantes na Hahnenkamm. O Conde Joachim von Oettingen, que estava com o grupo, foi tão gravemente ferido na confusão que, no dia 6 de Julho, acabou por falecer devido aos seus ferimentos. Este evento foi reportado à Liga Suaba e ao Imperador Carlos V, que tinha acabado de ser nomeado como o "eleito" Imperador Romano-Germânico, o qual prontamente colocou a banição imperial na família Absberg. Finalmente, em Maio de 1521, Absberg atacou um grupo que regressava da Dieta Imperial (Reichstag) em Worms na subida de Knittling. Hans Lamparter de Greiffenstein (o porta-voz imperial) e Johann Lucas, que lidavam com as transacções financeiras em nome do imperador, cairam nas suas mãos. Depois de várias paragens, os prisioneiros foram levados para o Waldsteinburg, a mais segura fortaleza em toda a Fichtelgebirge, o qual pertencia a Wolf e Christopher de Sparneck.
Em Janeiro de 1523, depois de um ano e 38 dias em cativeiro, os prisioneiros conseguiram com "a ajuda de Deus", escapar e relatar em Nuremberga que os Sparnecks tinham ajudado os Absbergs. No dia 1 de Junho foi reunido um poderoso exército, compreendendo 10.000 soldados de infantaria, 1.000 cavaleiros, 100 fuzileiros e 33 canhões com 900 libras de pólvora. No dia 11 de Julho, as tropas alcançaram o Waldsteinburg e arrasaram-no até às suas fundações. O castelo caíu em ruínas e nunca foi reconstruido pelos Sparnecks. O último membro da linhagem desta família faleceu em 1744 em Wunsiedel.

### Xilogravuras por Hans Wandereisen

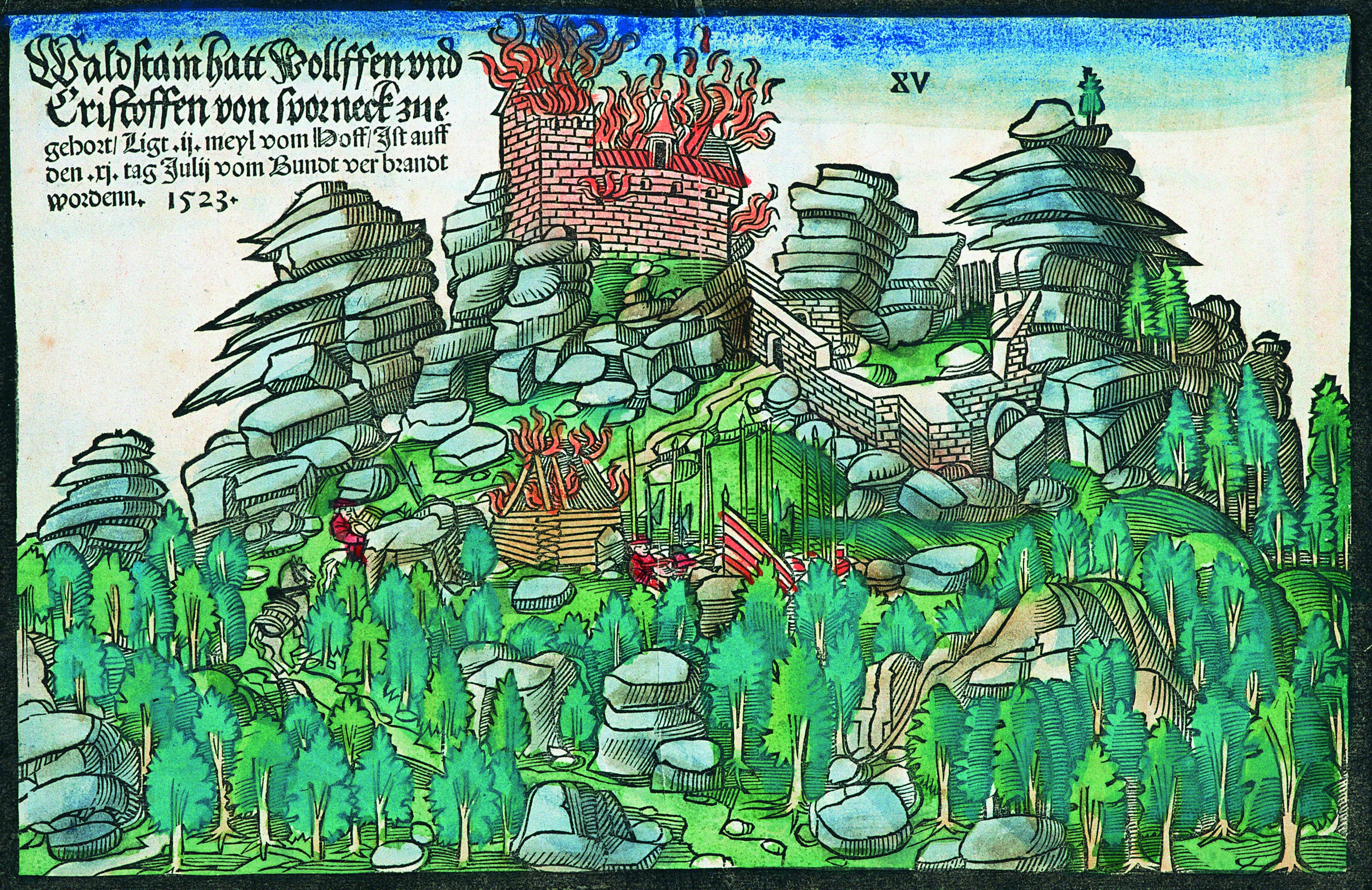
Xilogravura de Hans Wandereisen, de 1523, posteriormente colorida.

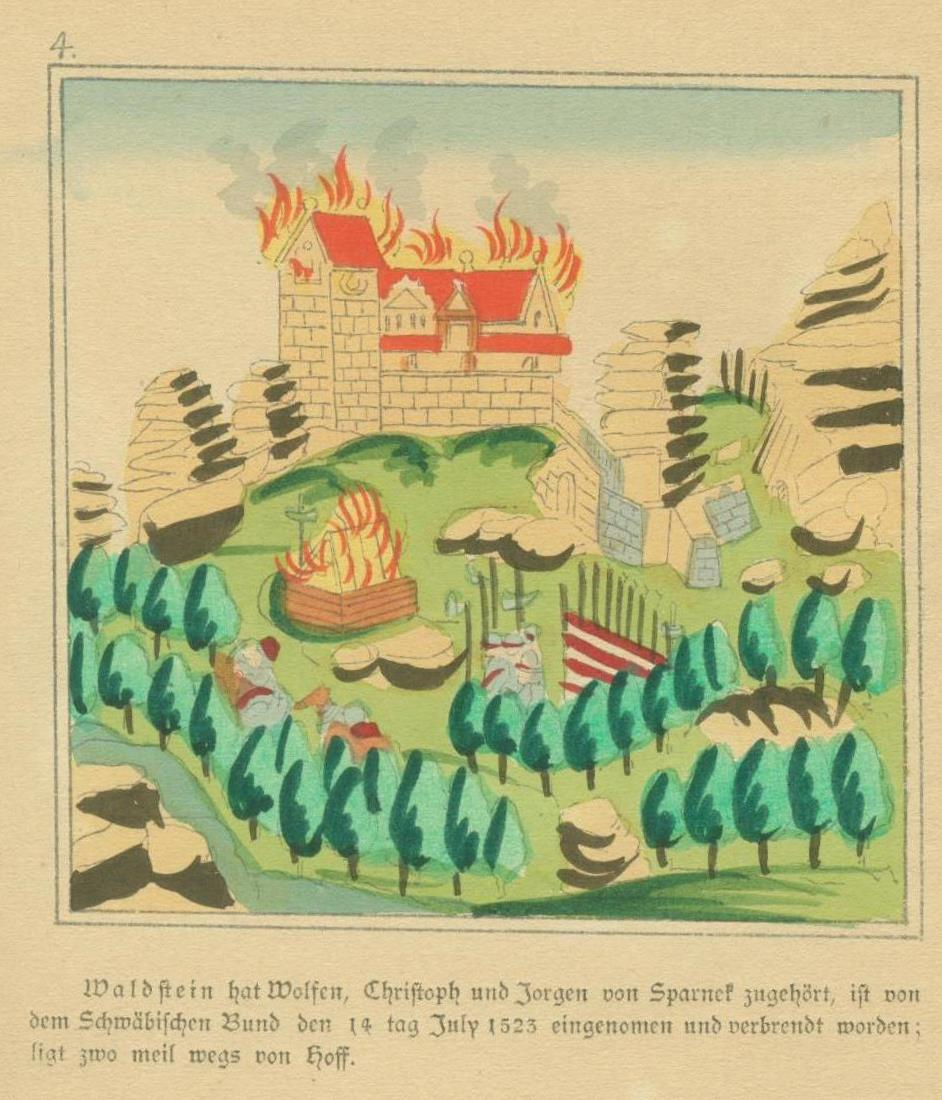
Representação da xilogravura, por Joseph Baader, do século XIX.

Numa xilogravura produzida pelo correspondente de guerra Hans Wandereisen, o castelo é mostrado no alto sobre a área circundante. A julgar pelo número de pisos, é um pouco exagerado, embora as ruínas ainda se ergam actualmente num impressionante planalto rochoso. 
Em volta do esporão a floresta está limpa, permitindo uma vista das tropas pertencentes à Federação. No documento original, publicado pelo Barão de Reizenstein, fala-se sobre um "Schaffhausen" ("barracão de ovelhas"). Isto pode ser tomado como uma casa de madeira. 
Se seguirmos o caminho colina acima, onde está representado um cavaleiro e barris de pólvora, chegamos ao vorburg (pátio de entrada), no qual ainda sobrevive um lado do portão do castelo. O castelo está bem fortificado em todos os lados e só na parte traseira pode ser vista uma simples paliçada, a qual tira partido da formação rochosa natural. Na metade esquerda do castelo, pode ser vista uma cabana de pedra, a qual era usada como armazém de acordo com Schwarz. 
O Hauptburg (castelo principal - pátio interno) consistia num palácio, uma portaria, um adarve com guaritas (na xilografia, deproporcionada no centro do castelo) e uma torre de menagem quadrada. O acesso ao pátio interior era protegido por uma ponte levadiça, a qual não é visível na xilogravura. No entanto, várias investigações, incluindo a levada a cabo por Karl Dietel, apoiam esta hipótese.

### Os registos de guerra de 1523
Waltstain, ain schloßs der Sparnecker, darauff die gefanngen gelegen, die selbst auskomen sindt durch hilff des almechtigen: Item deßselben tags ist durch Wolffen von Freyburg, einem edlman, so von der statt Augspurg zu haubtmann geordnet was, das schloß Waltstain, so des Cristoffen vnd Jorgen von Sparneckh, gebrüdere gewest, darauff die gefanngen gelegen vnd auskomen sind, nemlich Johann Lampartter und Pamgartner, verprennt vnd die gefengnus mit pulfer zersprenngt vnd zerrißsen. Dasselb schloßs ist gar ein mordtgruben vnd nichts erpauen, an einem wilden ortt in einem walde gelegen, vnd nichts darinn gewest.
Transcrição: Waldstein, um castelo pertencente aos Sparnecks, onde os prisioneiros foram mantidos, que escaparam por si próprios con a ajuda do Todo Poderoso: no mesmo dia, Waldsteinburg, o qual pertencia aos irmãos Christopher e Georg von Sparneck, no qual os prisioneiros, nomeadamente Lamparter e Johann Baumgärtner foram mantidos e escaparam, é arrasado por Christoph von Freyburg, um cavalheiro, nomeado como Hauptmann para a cidade de Augsburg, e a prisão explodiu com pólvora e foi destruída. Este castelo é uma cova morta e foi construído como um remoto esporão selvagem na floresta. Não existe ali mais nada para ser encontrado. (Os Sparnecks fugiram antes da abordagem das tropas e levaram consigo o que podiam carregar)

### Torre de vigia na Guerra de Sucessão Espanhola

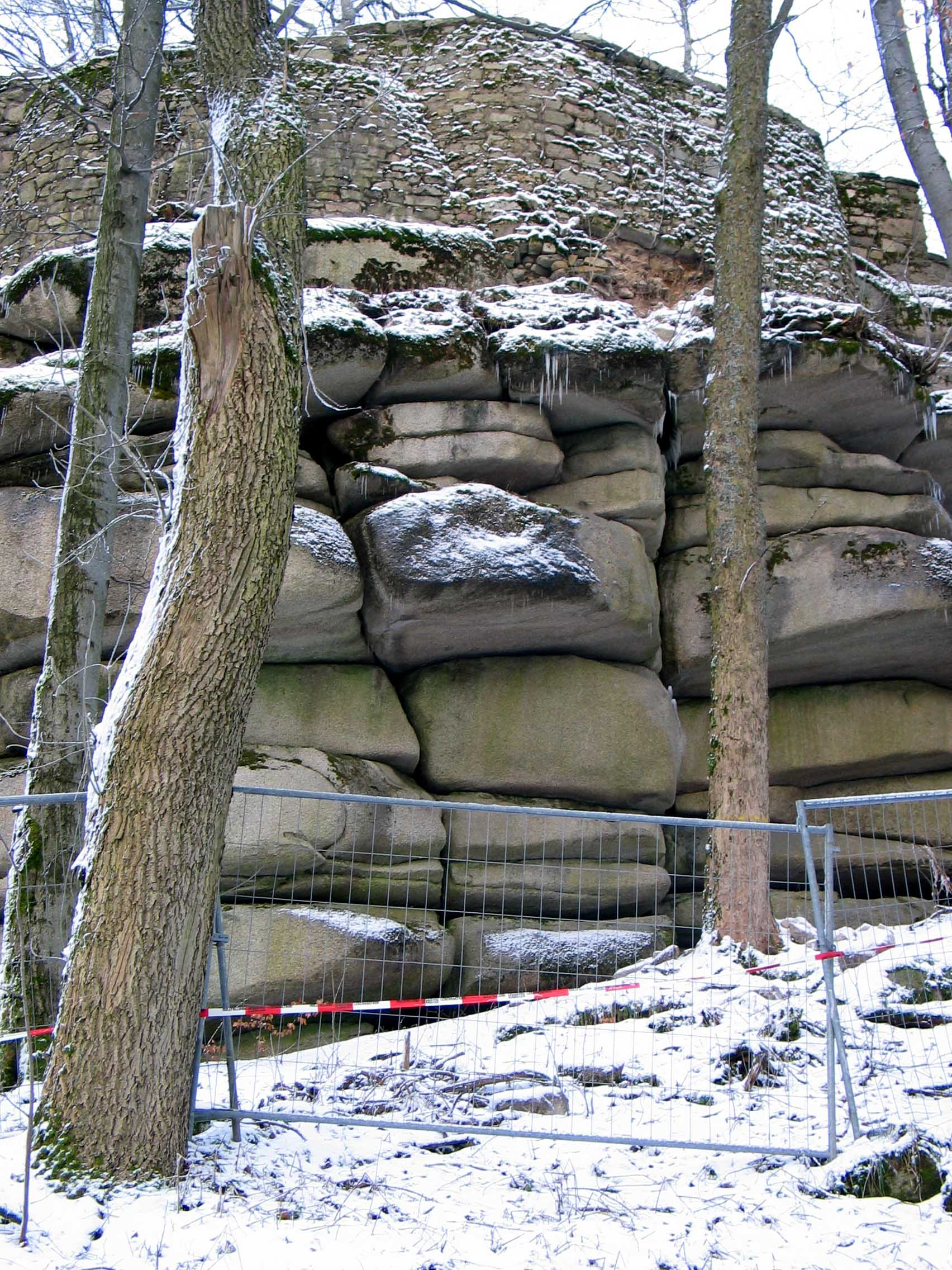
Em 2007, partes do castelo desmoronaram.

Depois da sua destruição, em 1523, o castelo foi esquecido. No entanto, durante a Guerra de Sucessão Espanhola (1701–1714) foi usado novamente, desta vez como armazém, com a portaria a receber um novo telhado e a servir como torre de vigia. As telhas vermelhas usadas para o telhado deram origem ao seu nome de Rotes Schloss (Castelo Vermelho), um termo inventado pelo primeira vez pelo director do Hofer Gymnasial (escola), Helfrecht, em 1795, quando publicou o seu primeiro trabalho sobre o castelo.

## O castelo hoje
No, outrora, orgulhoso rochedo do castelo, apenas restam as suas fundações. Em 2007, uma pequena parte da muralha desmoronou. O Departamento de Estado para a Conservação dos Monumentos The State Department for Monument Conservation está a considerar a possibilidade de salvar as ruínas.

### Festival de Waldstein
O Festival de Waldstein foi encenado, pelo Clube Fichtelgebirge em Münchberg, pela primeira vez em 1923, 400 anos depois da destruição da fortaleza. Em 1995, foi fundado o Clube Teatral do Rochedo de Waldstein (Verein Felsenbühne Waldstein), o qual conta actualmente com 150 membros e, desde a sua criação, representou quatro peças históricas no palco na base do castelo, três delas escritas por eles próprios.